# Pont del Rieral
Pont del Rieral és una obra de Riudarenes (Selva) inclosa a l'Inventari del Patrimoni Arquitectònic de Catalunya.

## Descripció
El pont del Rieral està situat al nord-oest del nucli de Riudarenes i a l'oest del Torrent del Vilarràs, a l'indret conegut com el veïnat del Rieral.
Es tracta d'un pont d'un sol ull d'arc rebaixat. L'arc està construït amb maons i la subestructura amb maçoneria de pedra rústica. La calçada és horitzontal amb un paretó també construït amb maons. El pont està molt a prop de l'aqüeducte del Rieral.